# 7496 Мирославголуб
7496 Мирославголуб (7496 Miroslavholub) — астероїд головного поясу, відкритий 27 листопада 1995 року.
Тіссеранів параметр щодо Юпітера — 3,079.